# Fabrizio de Miranda
Fabrizio de Miranda est un ingénieur civil italien né à Naples le 30 octobre 1926, et mort à Milan le 21 janvier 2015 .

## Biographie
Fabrizio de Miranda a été diplômé en génie civil de l'Université de Naples en 1950.
En 1955, il a introduit en Italie les structures mixtes acier-béton, principalement appliquées aux ponts. Il a conçu les premiers viaducs autoroutiers  avec des structures en acier sur l'Autoroute du Soleil italienne, à Coretta, Macinaie et Poggio Palina, en 1959.
En 1959 il est devenu directeur technique de l'entreprise de construction métallique "Costruzioni Metalliche Finsider S.p.A." de Milan pour laquelle il a travaillé jusqu'en 1967. De 1965 à 1996, il a été professeur de "Technique des constructions" à l'École polytechnique de Milan.
Il a participé à plusieurs concours nationaux et internationaux en conception de ponts, parmi lesquels il a reçu le premier prix ex æquo pour le concours international pour le pont de Messine avec le Gruppo Lambertini, en 1969.
Il a fondé en 1968 une société spécialisée dans la conception des ponts et des structures, Studio De Miranda Associati.
Pendant les plus de 50 ans d'activité professionnelle il a conçu des centaines de structures et de ponts. Parmi celles-ci, les passages supérieurs de Gênes (1963-1965), sur l'autoroute Florence-Milan (1961) et San Lorenzo-Rome (1969-1976), les viaducs, le Viadotto Italia (1969-1974) en Calabre et le Ponte all'Indiano pour le franchissement de l'Arno (1972-1978), près de Florence. Il a aussi fait la conception du pont Zárate-Brazo Largo (1969-1976), en Argentine, et du pont de Rande (1973-1977), en Espagne.
Il a été un des fondateurs, en 1965, le président, en 1970-1972, du Collegio dei Tecnici dell'Acciaio (CTA). Il en a été membre jusqu'en 2015.

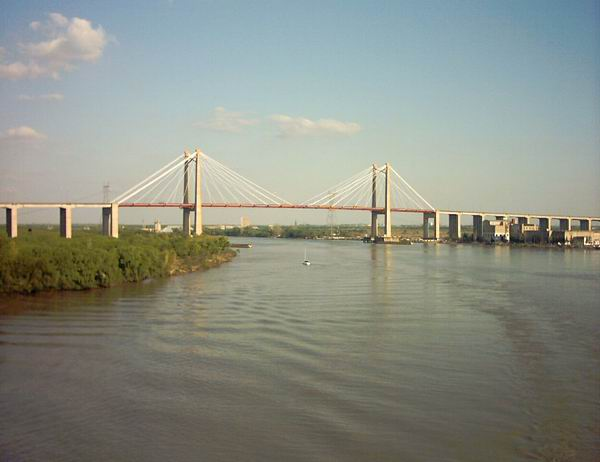
Pont Zárate-Brazo Largo
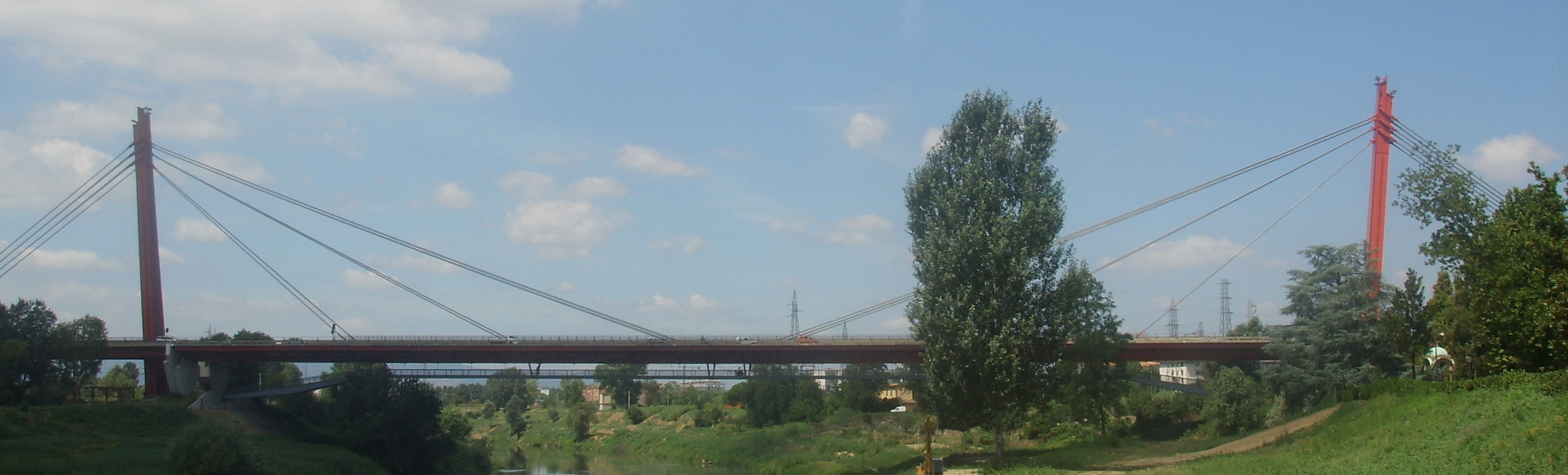
Ponte all'Indiano
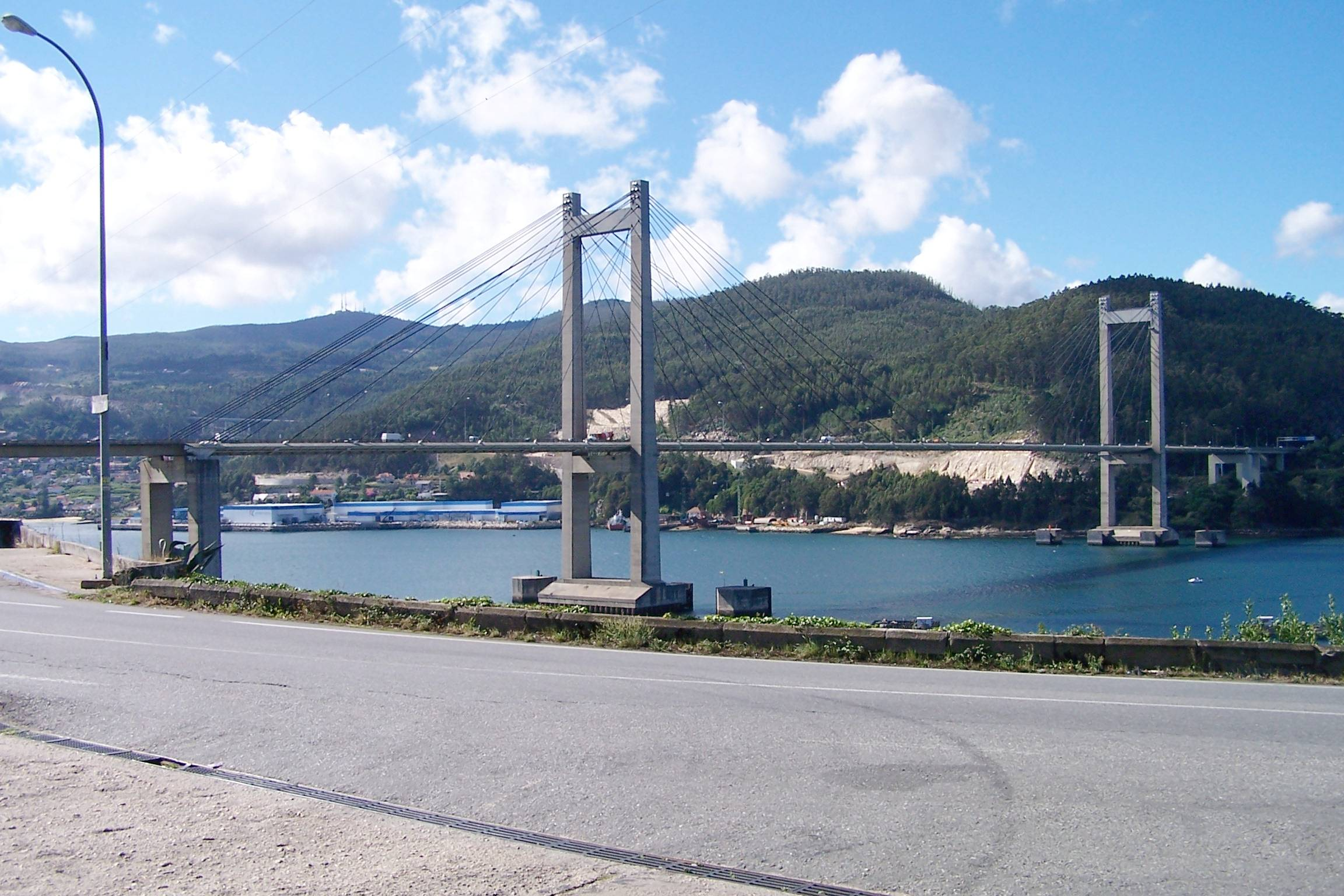
Pont de Rande

## Récompenses
- 1978 Prix européen ECCS-CECM-EKS pour le pont Indiano (Italie)
- 1979 Prix européen ECCS-CECM-EKS pour le pont de Rande (Espagne)

## Publications en anglais
- Hollow steel sections in the RAI-TV Centre-Turin, n. 12/1964 "Proceedings CIDECT 1964", Londres 1964.
- The role of steelwork in Italian Multi-Storey Buildings – Proceedings B.C.S.A. Dec. 1966.
- New concepts for elevated highways, Proceedings B.C.S.A. – Londres. 24–26 June 1968.
- Some basic design principles for steel box girder bridges, Londres 13-14 février 1973. Proceedings Institution Civil Engineers.
- Basic problems in long span cable stayed bridges, – Rep. n. 25 – Department of Structures – University of Calabria – Arcavacata (CS), ill., (224 p.) 1979.
- A contribution to the theory of long span cable-stayed bridges, 11e Congres Association Internationale des Ponts et Charpentes.
- Design – Long Span Bridges, International Symposium on steel bridges. Londres, 24-25 mars 1988. Dans "Costruzioni Metalliche" no 4/1988.
- Some basic problems in the design of long span cable stayed bridges, in Problemi avanzati nella costruzione dei ponti, a cura di G. Creazza e M. Mele, Collana di Ingegneria Strutturale n.7, p. 91–120, Ed. CISM (International Centre for Mechanical Sciences), Udine 1991.  (ISBN 88-85137-06-7).
- The three Mentalities of Successful Bridge Design, dans Bridge Aesthetics around the world, Ed. Transportation Research Board – National Research Council, Washington, D.C., U.S.A. 1991.